# Cannes International Triathlon

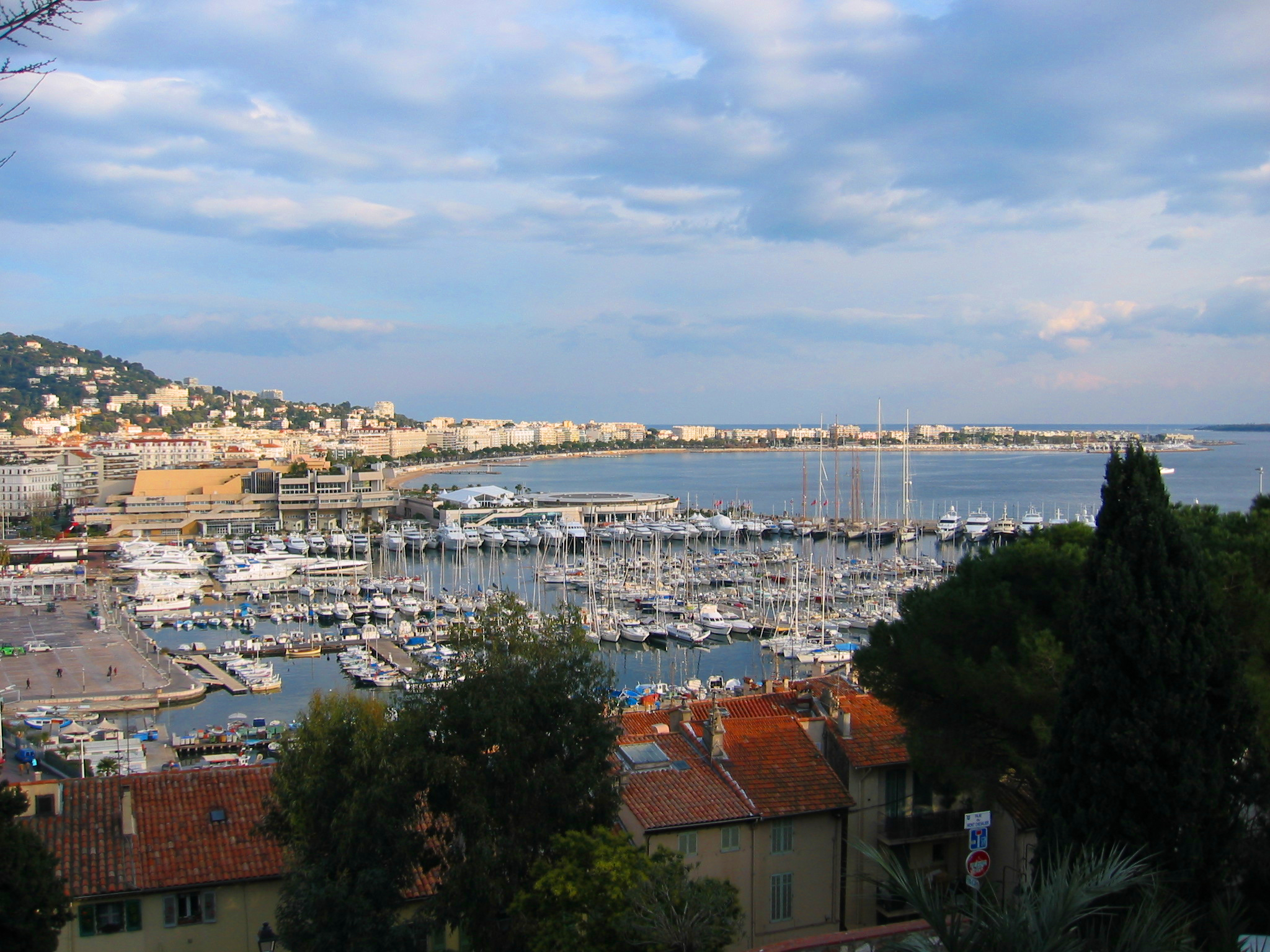
Blick auf Cannes von La Castre

Der Cannes International Triathlon ist eine seit 2014 in Cannes stattfindende Triathlon-Sportveranstaltung und gilt bereits nach fünf Austragungen als eine der bekanntesten Triathlon-Veranstaltungen in Frankreich.

## Organisation
Das Rennen an der Côte d’Azur wurde erstmals im April 2014 ausgetragen. Es ist eines der ersten europäischen Rennen der Rennsaison auf der Mitteldistanz und zieht neben den Franzosen auch viele internationale Athleten an.
Es wird hier parallel auch ein Rennen über die olympische Distanz (1,5 km Schwimmen, 40 km Radfahren und 10 km Laufen) ausgetragen.
Bei der vierten Austragung im April 2017 wurde die Radstrecke von 80 auf 95 Kilometer verlängert. Der Triathlon heute geht über die Mitteldistanz (Halb-Ironman): 2 km Schwimmen, 95 km Radfahren (mit 1500 hm) und 16 km Laufen. 2017 erreichten 848 Athleten als Einzelstarter das Ziel.

## Ergebnisse

### Mitteldistanz
| Datum/Jahr    | Männer            | Männer          | Männer            | Frauen           | Frauen                 | Frauen                 |
| Datum/Jahr    | Erster Platz      | Zweiter Platz   | Dritter Platz     | Erster Platz     | Zweiter Platz          | Dritter Platz          |
| ------------- | ----------------- | --------------- | ----------------- | ---------------- | ---------------------- | ---------------------- |
| 24. Apr. 2022 |                   |                 |                   |                  |                        |                        |
| 21. Apr. 2019 | Cameron Wurf      | Tim Don         | Philipp Koutny    | Camilla Pedersen | Alexandra Tondeur      | Charlotte Morel        |
| 29. Apr. 2018 | Javier Gómez Noya | Kévin Maurel    | Malte Plappert    | Lucy Charles     | Johanna Daumas Carrier | Marion Gay Pageon      |
| 16. Apr. 2017 | Sebastian Kienle  | Léo Bergère     | Étienne Diemunsch | Emma Bilham      | Charlotte Morel        | Johanna Daumas Carrier |
| 17. Apr. 2016 | Étienne Diemunsch | Giulio Molinari | Andreas Raelert   | Leanda Cave -2-  | Alexandra Tondeur      | Céline Bousrez         |
| 19. Apr. 2015 | Giulio Molinari   | Jan Frodeno     | Sebastian Kienle  | Leanda Cave -1-  | Alexandra Tondeur      | Vanessa Raw            |
| 13. Apr. 2014 | Hervé Faure       | Giulio Molinari | Nicolas Fernandez | Charlotte Morel  | Céline Bousrez         | Martina Dogana         |

### Kurzdistanz
| Datum/Jahr    | Männer       | Männer             | Männer        | Frauen         | Frauen         | Frauen          |
| Datum/Jahr    | Erster Platz | Zweiter Platz      | Dritter Platz | Erster Platz   | Zweiter Platz  | Dritter Platz   |
| ------------- | ------------ | ------------------ | ------------- | -------------- | -------------- | --------------- |
| 13. Apr. 2014 | Asa Shaw     | Damian Favre Felix | Kris Coddens  | Suzanne Zelazo | Gabriela Brien | Elena Casiraghi |